# Pseudocalotes kingdonwardi
Espèce
Synonymes
- Calotes kingdonwardi Smith, 1935
- Japalura kaulbacki Smith, 1937
- Calotes kingdonwardi bapoensis Yang & Su, 1979

Pseudocalotes kingdonwardi est une espèce de sauriens de la famille des Agamidae.

## Répartition
Cette espèce se rencontre dans l'État de Kachin en Birmanie et à la frontière du Yunnan et du Tibet en République populaire de Chine.

## Liste des sous-espèces
Selon The Reptile Database (14 mai 2012) :
- Pseudocalotes kingdonwardi bapoensis (Yang & Su, 1979)
- Pseudocalotes kingdonwardi kingdonwardi (Smith, 1935)

## Étymologie
Cette espèce est nommée en l'honneur de Frank Kingdon-Ward (1885–1956).

## Publications originales
- Smith, 1935 : The fauna of British India, including Ceylon and Burma. Reptiles and Amphibia. Vol. II. Sauria. Taylor and Francis, London, p. 1-440.
- Yang, Su & Li, 1979 : New species and new subspecies of amphibians and reptiles from Gaoligong Shan, Yunnan. Acta Zootaxonomica Sinica, Beijing, vol. 4, no 2, p. 185-188.